# Piran (Sénégal)
Ne doit pas être confondu avec Piran.
Piran est un village du Sénégal situé en Basse-Casamance. Il fait partie de la communauté rurale de Tenghory, dans l'arrondissement de Tenghory, le département de Bignona et la région de Ziguinchor.
Lors du dernier recensement (2002), la localité comptait 285 habitants et 40 ménages.